# Uliveto Terme
Uliveto Terme is een plaats (frazione) in de Italiaanse gemeente Vicopisano.